# Nhạc pop Ấn Độ

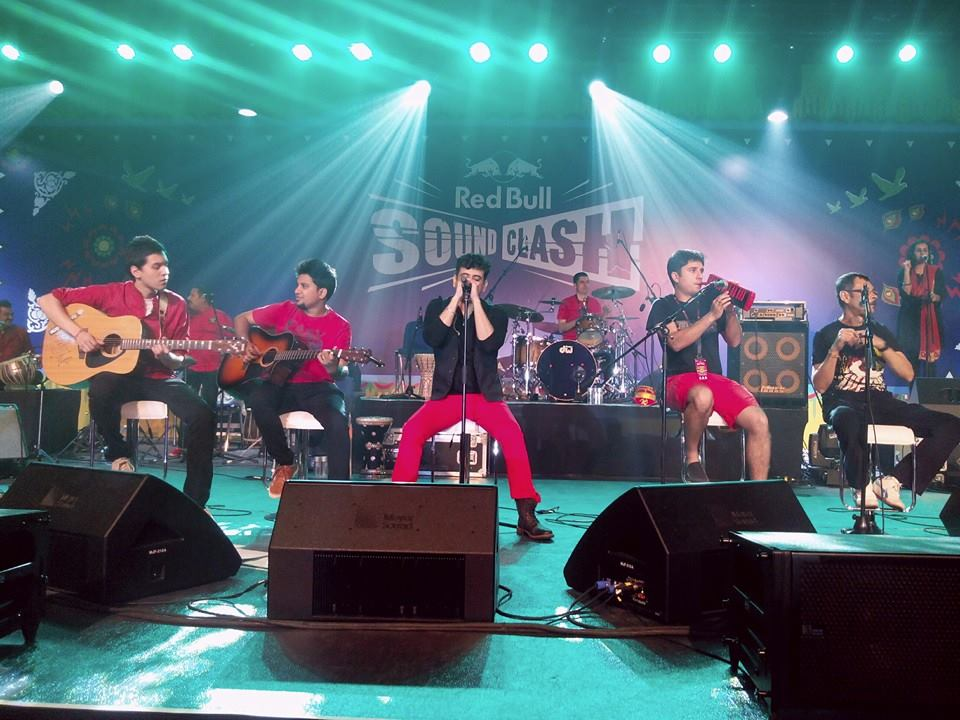
Ban nhạc Euphoria biểu diễn tại sự kiện Red Bull SoundClash ở Dubai vào tháng 11 năm 2014

Nhạc pop Ấn Độ hay nhạc pop tiếng Hindi (tiếng Hindi: हिन्दुस्तानी पॉप संगीत; tiếng Urdu: ہندوستانی پاپ; tiếng Anh: Indian pop) hay còn gọi là Indi-pop, Indipop, I-pop, Hindi-pop hay Hindipop, ý chỉ dòng nhạc pop được sản xuất tại Ấn Độ nhưng độc lập, tách biệt với nhạc thu filmi (tức nhạc phim) trong các bộ phim điện ảnh Ấn Độ, ví dụ như nhạc Bollywood, vốn có xu hướng ngày càng trở nên nổi tiếng. Nhạc pop Ấn Độ có liên hệ mật thiết với nền điện ảnh Bollywood, nhạc rock Bangladesh và nền âm nhạc underground châu Á của Vương quốc Anh.

## Tại Việt Nam
Nền nhạc pop Ấn Độ không sản sinh ra nhiều bản hit đình đám mang tầm vóc quốc tế nhưng lại có hai nhạc phẩm từng khiến cả thế giới (trong đó có Việt Nam) phải "điên đảo" vì giai điệu của người Ấn:
| STT | Tên bài hát                          | Tên tiếng Hindi | Nghệ sĩ thể hiện                                                               | Album                       | Hãng thu âm                                      | Năm phát hành |
| --- | ------------------------------------ | --------------- | ------------------------------------------------------------------------------ | --------------------------- | ------------------------------------------------ | ------------- |
| 1   | Made in India                        | मेड इन इंडिया       | Alisha Chinai                                                                  | Made in India               | Magnasound Records                               | 1995          |
| 2   | Jai Ho (Trở thành người chiến thắng) | जय हो            | A. R. Rahman ft. Sukhwinder Singh, Tanvi Shah, Mahalakshmi Iyer, Vijay Prakash | Nhạc phim Triệu phú ổ chuột | Celador, N.E.E.T. Recordings, Interscope Records | 2008          |

Album Made in India của nữ ca sĩ Alisha Chinai được coi là dấu mốc quan trọng giúp dòng nhạc pop Ấn Độ được cả thế giới biết đến và coi đây là một thể loại riêng biệt với nhiều nét cá tính âm nhạc đặc trưng gây ấn tượng. Ngay sau khi album này ra mắt và gây tiếng vang, nữ ca sĩ Alisha Chinai cũng trở thành gương mặt nổi bật nhất của dòng nhạc pop Ấn Độ thập niên 1990. Ca khúc "Made in India" thành công đến mức nữ ca sĩ Chinai đã ra một đĩa đơn cùng tên. Tại Việt Nam, "Made in India" còn được viết lời Việt, đó là ca khúc "Hãy yêu nhau" do nữ ca sĩ Phương Thanh thể hiện. Năm 2013, "Made in India" đã được nhắc tới trở lại khi được Phương Thanh biểu diễn trong chương trình "Gương mặt thân quen" mùa đầu tiên.
Về phía ca khúc "Jai Ho", nó xuất hiện ở cuối bộ phim Triệu phú ổ chuột, đi kèm với những cảnh nhảy múa mang đặc trưng Ấn Độ và được thể hiện bởi ba ca sĩ người Ấn - Sukhwinder Singh, Mahalakshmi Iyer và Vijay Prakash bằng ba thứ tiếng Hindi, Urdu và Punjab thông dụng ở Ấn Độ. Khi mới ra mắt, "Jai Ho" đã được cả thế giới yêu thích, những bản hát lại (cover), phối lại (remix), những điệu nhảy tập thể họa theo diễn viên trong phim đã xuất hiện rất nhiều trên trang YouTube. "Jai Ho" được đánh giá là bài hát độc đáo và mang tính quốc tế, đúng như tinh thần mà tác giả A. R. Rahman hướng tới, rằng "Jai Ho" sẽ như một cuộc ăn mừng, nhảy múa tưng bừng của người dân trên khắp thế giới trước chiến thắng của chàng "triệu phú ổ chuột". Nhạc phẩm vừa kết hợp những yếu tố truyền thống của âm nhạc Ấn Độ vừa thể hiện tính đương đại. Tại Việt Nam, nam ca sĩ Minh Quân và nữ diễn viên Lê Khánh từng thể hiện ca khúc "Jai Ho" trong cuộc thi Cặp đôi hoàn hảo năm 2011. Trong cuộc thi Gương mặt thân quen năm 2015, nam diễn viên Khương Ngọc cũng thể hiện ca khúc "Jai Ho" và giành chức quán quân trong tập đầu ra mắt chương trình.

## Tại hải ngoại
Hai ca khúc lời Việt dưới đây đều là do ca sĩ Alisha Chinai trình bày tỏng phiển bản gốc:
- Ca khúc Made in India do Lê Xuân Trường viết lời Việt được hai cặp song ca là Don Hồ-Châu Ngọc (PBN 45-1995) & Johnny Dũng-Tú Quyên thể hiện với tên gọi là "Tình thiên thu" (còn gọi là "Mối duyên tình sầu")
- Ca khúc Lover girl do Nguyễn Ngọc Thiện viết lời Việt được Tú Quỳnh thể hiện với tên gọi "Cô gái xuân thì"

## Danh sách

### Các album bán chạy nhất
| Xếp thứ | Năm  | Album                   | Nghệ sĩ                                           | Doanh thu  | Tham khảo   |
| ------- | ---- | ----------------------- | ------------------------------------------------- | ---------- | ----------- |
| 1       | 1984 | Young Tarang            | Nazia Hassan và Zoheb Hassan                      | 40.000.000 | [ 3 ] [ 4 ] |
| 2       | 1995 | Bolo Ta Ra Ra..         | Daler Mehndi                                      | 20.000.000 | [ 5 ] [ 6 ] |
| 3       | 1995 | Billo De Ghar           | Abrar-ul-Haq                                      | 16.000.000 | [ 7 ] [ 8 ] |
| 4       | 1981 | Disco Deewane           | Nazia Hassan và Zoheb Hassan                      | 14.000.000 | [ 9 ]       |
| 5       | 1998 | Mundian To Bach Ke      | Panjabi MC                                        | 10.000.000 | [ 10 ]      |
| 5       | 2002 | Assan Jana Mall-o Mall  | Abrar-ul-Haq                                      | 10.000.000 | [ 7 ]       |
| 7       | 1999 | Bay Ja Cycle Tay        | Abrar-ul-Haq                                      | 6.500.000  | [ 7 ]       |
| 8       | 1997 | Majajani                | Abrar-ul-Haq                                      | 6.000.000  | [ 7 ]       |
| 8       | 1997 | Only One                | Nusrat Fateh Ali Khan và Mahmood Khan             | 6.000.000  | [ 11 ]      |
| 10      | 1992 | Thanda Thanda Pani      | Baba Sehgal                                       | 5.000.000  | [ 12 ]      |
| 10      | 1995 | Made in India           | Alisha Chinai                                     | 5.000.000  | [ 13 ]      |
| 12      | 1997 | Tum To Thehre Pardesi   | Altaf Raja                                        | 4.000.000  | [ 14 ]      |
| 13      | 1993 | Tootak Tootak Toothian  | Malkit Singh                                      | 2.500.000  | [ 15 ]      |
| 14      | 1996 | Sunoh                   | Lucky Ali                                         | 2.000.000  | [ 16 ]      |
| 14      | 1997 | Vande Mataram           | A. R. Rahman (song ca cùng Nusrat Fateh Ali Khan) | 2.000.000  | [ 17 ]      |
| 14      | 1998 | Sifar                   | Lucky Ali                                         | 2.000.000  | [ 16 ]      |
| 14      | 2004 | Me Against Myself       | Jay Sean                                          | 2.000.000  | [ 18 ]      |
| 18      | 2004 | Nachan Main Audhay Naal | Abrar-ul-Haq                                      | 1.800.000  | [ 7 ]       |
| 19      | 1999 | Deewana                 | Sonu Nigam                                        | 1.200.000  | [ 19 ]      |
| 19      | 1999 | Oye Hoye                | Harbhajan Mann                                    | 1.200.000  | [ 20 ]      |

### Các bài hát được stream nhiều nhất trên YouTube
| Xếp thứ | Năm  | Ca khúc          | Nghệ sĩ                     | Số lượt stream trên YouTube (triệu) | Tham khảo            |
| ------- | ---- | ---------------- | --------------------------- | ----------------------------------- | -------------------- |
| 1       | 2017 | Lahore           | Guru Randhawa               | 700                                 | [ 21 ]               |
| 2       | 2017 | Bom Diggy        | Zack Knight và Jasmin Walia | 650                                 | [ 22 ] [ 23 ] [ 24 ] |
| 3       | 2014 | Zaroori Tha      | Rahat Fateh Ali Khan        | 540                                 | [ 25 ]               |
| 4       | 2017 | High Rated Gabru | Guru Randhawa               | 540                                 | [ 26 ]               |
| 5       | 2015 | Dheere Dheere    | Yo Yo Honey Singh           | 410                                 | [ 27 ]               |